# Alfred Herbig
Alfred Herbig (* 4. November 1896 in Reichenberg, Böhmen; † 9. Februar 1960 in Plößberg, Oberpfalz) war ein deutscher Politiker (SPD).

## Leben
Alfred Herbig arbeitete als angestellter Kaufmann und war während seiner landespolitischen Tätigkeit wohnhaft in Zell am Neckar. Bei der Landtagswahl in Württemberg-Baden 1950 errang er ein Mandat für die 2. Wahlperiode (1950–1952) des Landtags von Württemberg-Baden, dem er bis zu dessen Auflösung am 17. Mai 1952 angehörte. Bei der Wahl zur Verfassunggebenden Landesversammlung in Baden-Württemberg 1952 wurde er über die Landesliste zum Mitglied der Verfassunggebenden Landesversammlung für Baden-Württemberg gewählt, die sich am 25. März 1952 konstituierte und als Aufgabe die Ausarbeitung einer Landesverfassung für das neugegründete Land Baden-Württemberg hatte. Nach dem Inkrafttreten der Verfassung am 19. November 1953 wurde er automatisch zum Mitglied der 1. Wahlperiode (1953–1956) des Landtags von Baden-Württemberg (MdL).